# Maurs

Maurs este o comună în departamentul Cantal, Franța. În 1 ianuarie 2022 avea o populație de 2.131 de locuitori.